# Сражение при Лас-Крусес (1928)
Сражение при Лас-Крусесе, также битва Нового года, была генеральным сражением в ходе американской оккупации Никарагуа. Сражение произошло 1 января 1928 года во время экспедиции по уничтожению крепости повстанцев. Колонна морпехов США и солдат национальной гвардии подверглась нападению превосходящих сил повстанцев, занявших позиции на холме Лас-Крусес. После продолжительного боя американцы и никарагуанские гвардейцы разгромили повстанцев и захватили их позиции.

## Предшествующие события
В ноябре 1927 года самолеты-разведчики обнаружили крепость Эль-Чипоте, которая была главной базой повстанцев Сандино, расположенную недалеко от границы с Гондурасом:323–327.  В этом районе наблюдалась активная повстанческая деятельность, поэтому у американских морских пехотинцев и никарагуанских гвардейцев не было других вариантов кроме уничтожения укреплений повстанцев. Для выполнения этой задачи были отправлены две колонны: одна под командованием капитана Ричарда Ливингстона в составе 115 человек, а вторая под руководством первого лейтенанта Мертона А. Ричала в составе шестидесяти пяти человек. Капитан Ливингстон с войсками находился в Хинотеге, и 19 декабря 1927 года выступил для  соединения с колонной Ричала, которая двигалась из Тельпанеки в Килали. Однако до соединения, обе колонны столкнулись с сопротивлением повстанцев. Капитан Ливингстон первым вступил в бой с мятежниками. Всего в 1500 ярдов (1400 м) к югу от Килали он попал в засаду отряда повстанцев, который состоял примерно из 200 человек. После восьмидесятиминутного боя мятежники отступили, хотя им удалось убить пятерых морских пехотинцев и двух охранников, еще двадцать три человека были ранены. Затем Ливингстон без дальнейшего сопротивления проследовал в Килали. В тот же день отряд лейтенанта Ричала прошел 22 мили (35 км) от Тельпанеки, где вступил в перестрелку примерно с пятьюдесятью повстанцами. После 20 минут боя повстанцы отступили. В ходе перестрелки один морской пехотинец был ранен, а повстанцы потерь не понесли. После этого отряд Ричала продолжил движение к месту встречи, и 1 января 1928 года в 10 километрах к северо-западу от Килали снова вступил в бой.

## Ход битвы
Около 12:30 по колонне, шедшей одной колонной, открыла огонь группа повстанцев с хорошо укрепленных позиций на холме Лас-Крусес и возле него. Командовал повстанцами полковник Франсиско Эстрада. Его отряд насчитывал около 400 человек, вооруженных винтовками и пистолетами. Были пулеметы и гранаты. После первых выстрелов Ричал приказал своим людям открыть ответный огонь по врагу. В ходе перестрелки был смертельно ранен сержант Томас Г. Брюс, служивший лейтенантом и командиром отряда никарагуанских гвардейцев. Позже его тело было найдено раздетым и изуродованным. Затем повстанцы атаковали и оттеснили объединенный отряд морских пехотинцев и гвардейцев примерно на пятьдесят ярдов. Однако повстанцы попали в зону обстрела 3-дюймового миномета Стокса и пулемета Льюиса, который затем вместе с 37-миллиметровым полевым орудием, расположенным на некотором расстоянии вверх по тропе обстрелял холм повстанцев. Ричал приказал своим людям перестроиться в стрелковую цепь. После боя он отмечал, что в этот момент большая часть огня велась с его правого фланга по основным силам повстанцев, в то время как несколько мятежников на его левом фланге вели огонь как по его основным силам, так и по арьергарду. Хотя американский пулемет в конечном счете заклинил, винтовочный огонь и артиллерия успешно отбили дальнейшие атаки повстанцев. В ходе боя был ранен лейтенант Ричал. Комендор-сержант Эдвард Г. Браун, принявший командование отрядом после ранения Ричала, контратаковал с горсткой людей и захватил позиции противника, а основные силы повстанцев начали отступление. Сразу после этого к месту боя прибыли два американских биплана и начали обстреливать отступающих повстанцев.

## Последствия
Аугусто Сесар Сандино, командир мятежников, известный своей склонностью к преувеличениям, утверждал, что его люди выиграли битву после трех часов боя. Сандино также заявлял, что было убито девяносто семь американцев, в основном с помощью мачете, и еще шестьдесят человек получили ранения. Капитан Ливингстон, зная, что Ричал, скорее всего, попадет в засаду во время марша, заранее послал взвод стрелков под командованием второго лейтенанта А. Т. Ханта для усиления колонны. Этот отряд численностью около двадцати человек прибыл на холм Лас-Крусес в 14:15, уже после окончания боя. Люди Ричала и Ханта разбили лагерь на ночь на холме. На следующий день они вошли в Килали, не встретив сопротивления. Тем временем Сандино получил подкрепления и осаждал Килали в течение нескольких дней, что вынудило морских пехотинцев и гвардейцев отказаться от похода на Эль-Чипоте. В ходе боя, со стороны американцев, погиб только лейтенант Брюс. Ричал был тяжело ранен пулей в глаз, еще трое бойцов были ранены. Повстанцы потеряли около 20 человек. Позже Ричал получил Военно-морской крест за свое поведение в бою.
Лейтенант Кристиан Шилт осуществил первую в истории эвакуацию раненых по воздуху, совершив десять вылетов на импровизированный аэродром длиной 200 и шириной 100 футов:326–327.